# Theophilus Eaton
Pour les articles homonymes, voir Eaton.
Theophilus Eaton (1590 - 7 janvier 1658) était un marchand, fermier, et un leader colonial puritain qui était le cofondateur et premier gouverneur de la Colonie de New Haven, Connecticut.

## Origine
Il naquit à Stony Stratford, Buckinghamshire, Angleterre en 1590. Son père était Richard Eaton (1569-1616), vicaire de Great Budworth, Chester – et sa mère, Elizabeth Shepheard (1569-1630). 
Il se maria avec Grace Hiller (ou Hilliard) en 1622. Il eut au moins une fille (Mary), et un fils (Samuel) avec elle.